# 昌吉東路駅
昌吉東路駅（しょうきつとうろえき、中文表記: 昌吉东路站）は中華人民共和国上海市嘉定区曹安路上海汽車城東に位置する上海地下鉄11号線の駅。

## 概要
計画段階では上海汽車城東駅（上海汽车城东站）、同済嘉定校区駅（同济嘉定校区站）と呼ばれていた。建設工事が遅れていたため、支線開通に間に合わず2011年4月26日に開業した。

## 駅構造
- 地上駅

## 駅周辺
- 同済大学（嘉定校区）

## 歴史
- 2011年4月26日　駅開業。

## 隣の駅
上海地下鉄
■11号線
上海賽車場駅 - 昌吉東路駅 - 上海汽車城駅